# RTLinux
RTLinux és un sistema operatiu de temps real que executa Linux com un fil d'execució de prioritat menor que les tasques de temps real.